# 國防部高等軍事法院
國防部高等軍事法院（High Military Court, MND），隸屬於中華民國國防部法律事務司，專門審理中華民國國軍將級軍官、校級軍官及其同等軍人犯罪之第一審案件、不服地方軍事法院及其分院第一審判決而上訴之案件、及不服地方軍事法院及其分院裁定而抗告之案件。
高等軍事法院及其分院各置院長一人，由軍事審判官兼任，並置公設辯護人、書記官、通譯、執法官兵若干人。

## 歷史
因應司法院釋字第436號解釋《軍事審判法》為現役軍人涉及相關犯罪案件之刑事特別程序，須由法律定之且必要符合民主人權之保障與程序正義，其刑罰權發動亦為中華民國之司法權，以及修正軍事審判法將軍事審判機關從軍事機關下改為地區制。在正要卸任的總統李登輝主導下，由國防部長唐飛成編於1999年10月。
2012年2月10日，國防部高等軍事法院由臺北市文山區興隆路二段88號搬遷至桃園縣八德市興豐路868號北部軍事院檢大樓。
2013年8月6日，立法院三讀通過修正《軍事審判法》第1條、第34條和第237條。現役軍人於承平時期，若觸犯《陸海空軍刑法》之凌虐部屬罪、以強暴、脅迫、恐嚇或其他不正當方法阻撓部屬請願等，以及違犯殺人、妨害性自主等罪者，移至普通司法機關追訴、處罰。凌虐部屬罪、不應懲罰而懲罰罪、阻撓部屬陳情罪等軍刑事案件，自《軍事審判法》修正公布後，非戰時的軍人案件移轉至普通司法機關追訴處罰，至於其他刑事案件將於公布後5個月後施行。同年10月，最高軍事法院與最高軍事法院檢察署改編組成「國防部北部地區法律服務中心」和「國防部南部地區法律服務中心」，高等軍事法院、高等軍事法院檢察署以下地方軍事法院及地方軍事法院檢察署編入司令(指揮)部法律事務組，但一旦進入戰爭時期即恢復原軍事法院、軍事法院檢察署功能。
2025年3月中，現任中華民國總統賴清德宣布因應中國近年對國軍滲透及間諜活動日趨嚴重，而將重啟軍事審判制度；國防部即研議未來現役軍人觸犯《陸海空軍刑法》第二編的軍事犯罪（如違反效忠國家職責罪章等）改由軍事審判，若為涉犯第三編的一般犯罪案件就仍由司法機關辦理；並檢視軍事法院及軍事檢察署組織及軍法官人事法規。

## 管轄地區
- 高等軍事法院:臺北市、新北市、桃園市、基隆市、新竹市、新竹縣、苗栗縣、宜蘭縣、花蓮縣、臺東縣、連江縣
- 高等軍事法院高雄分院:臺中市、南投縣、彰化縣、雲林縣、嘉義市、嘉義縣、臺南市、高雄市、屏東縣、澎湖縣、金門縣

## 外部連結
- 司法院大法官釋字第 436 號 -軍審法相關規定是否違憲？ （页面存档备份，存于）.司法院大法官.中華民國 86 年 10 月 03 日
- 軍事審判法.全國法規資料庫.民國 108 年 04 月 03 日